# 王再聘
王再聘（1551年—？），字任之，山東濟南府臨邑縣人，軍籍，明朝政治人物。

## 生平
萬曆元年（1573年）癸酉科山東鄉試第三名，萬曆五年（1577年）丁丑科會試第二百五十三名，登二甲第十七名進士。萬曆十年（1582年）任直隸真定府知府。官至按察司副使。

## 家族
曾祖王昇；祖父王祿；父王富。前母張氏；母汪氏。慈侍下。兄王来聘（训导，封吏部司務）、王三聘（省祭官）。